# Горячее тиснение
Горя́чее тисне́ние — полиграфический процесс, метод обработки древесины, кожи, бумаги, картона и т.п.. Является видом выжигания. Другие названия: «огненная печать», горячее печатание или пиротипия. 
С помощью разогретого до определённой температуры металлического клише (штампа) на материал наносится требуемый рисунок (логотип, надпись, техническая маркировка и т.д.). Давление и температура формируют рельефное и контрастное изображение на материале. Способ не является новым, но современные технологии позволяют получать штампы со сложным рисунком, что позволяет добиться требуемого художественного эффекта.
Сфера применения горячего тиснения не ограничивается только маркировкой. Она может использоваться совместно с выжиганием и росписью для создания крупных художественных форм, выполнения орнаментов и элементов орнамента, к примеру, в обработке берестяных изделий.